# Wilhelmstraße (Berlin-Spandau)
De Wilhelmstraße is een straat in het Berlijnse stadsdeel Spandau. Ze loopt ongeveer van noord naar zuid en is de verbindingsweg tussen Spandau en Potsdam.
In het noorden komt de Wilhelmstraße vanaf de Seeburger Straße en de Ziegelhof uit in de Klosterstraße, ongeveer 1 km van het Station Berlin-Spandau. Ze kruist de Heerstraße en is daar dan Bundesstraße 2. Op het einde loopt ze vanaf de "Seeburger Zipfel" aan de  Karolinenhöhe over in de Potsdamer Chaussee.

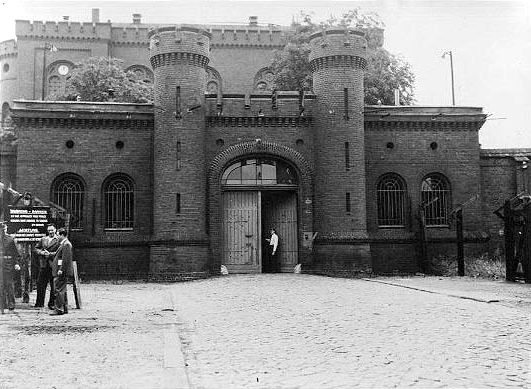
De Spandaugevangenis, 1951

Tijdens de bezetting bevonden zich in de Wilhelmstraße Britse kazernes en de bekende Spandau-gevangenis, waar zeven in Neurenberg veroordeelde oorlogsmisdadigers gevangen zaten, onder meer Rudolf Hess. Na diens dood werd de gevangenis afgebroken.

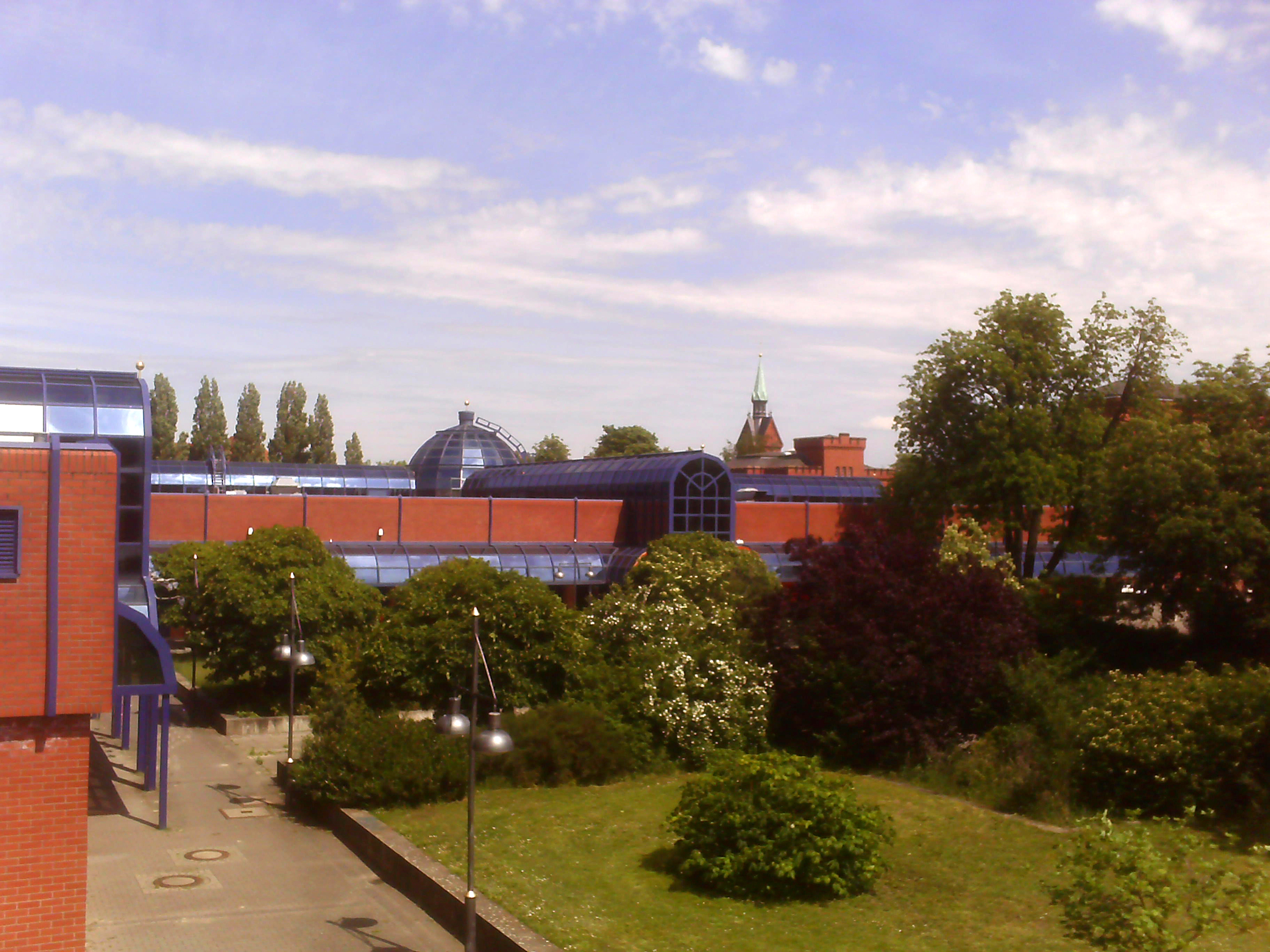
Het shopping complex van het voormalige Britannia Center Spandau

Op de plaats van de gevangenis werd een winkelcentrum voor Britse militairen gebouwd, het Britannia Center Spandau, dat na het vertrek van de Britse troepen in 1994 werd omgebouwd tot een regulier winkelcentrum.